# Eunotus americanus
Eunotus americanus är en stekelart som beskrevs av Girault 1915. Eunotus americanus ingår i släktet Eunotus och familjen puppglanssteklar. Inga underarter finns listade i Catalogue of Life.